# Bad Gottleuba-Berggießhübel
Bad Gottleuba-Berggießhübel es un municipio situado en el distrito de Suiza Sajona-Montes Metálicos Orientales, en el estado federado de Sajonia (Alemania), a una altitud de 500 metros. Su población a finales de 2016 era de unos 5600 habs. y su densidad poblacional, 64 hab/km².

Productor de molinillo de café